# فینال‌های ان‌بی‌ای ۱۹۵۴
سری فینال‌های قهرمانی جهان ان‌بی‌ای ۱۹۵۴ دور قهرمانی اتحادیهٔ ملی بسکتبال (NBA) در فصل ۵۴–۱۹۵۳ می‌باشد. مینیاپولیس لیکرز به عنوان قهرمان منطقهٔ غرب در یک سری بهترین از هفت برابر سیراکیوس نشنالز به عنوان قهرمان منطقهٔ شرق قرار گرفت که این بازی‌ها با مزیت بازی خانگی مینیاپولیس همراه بود.
مینیاپولیس در بازی شمارهٔ یک پیروز شد و پس از آن تیم‌ها با کسب پیروزی‌های یکی در میان، سری را به بازی هفتم کشاندند. لیکرز در بازی تعیین کنندهٔ قهرمان با اختلاف هفت امتیاز در خانه پیروز شد. این هفت بازی از چهارشنبه ۳۱ مارس آغاز شد، و در مدت سیزده روز انجام شد، و دوشنبه، ۱۲ آوریل به پایان رسید. کل مسابقات پس از فصل ۲۸ روز طول کشید که در آن مینیاپولیس و سیراکیوس هر کدام ۱۳ بازی انجام دادند.

## خلاصه سری
| بازی   | تاریخ    | تیم میزبان       | نتیجه       | تیم مهمان        |
| ------ | -------- | ---------------- | ----------- | ---------------- |
| بازی ۱ | ۳۱ مارس  | مینیاپولیس لیکرز | ۷۹–۶۸ (۱–۰) | سیراکیوس نشنالز  |
| بازی ۲ | ۳ آوریل  | مینیاپولیس لیکرز | ۶۰–۶۲ (۱–۱) | سیراکیوس نشنالز  |
| بازی ۳ | ۴ آوریل  | سیراکیوس نشنالز  | ۶۷–۸۱ (۱–۲) | مینیاپولیس لیکرز |
| بازی ۴ | ۸ آوریل  | سیراکیوس نشنالز  | ۸۰–۶۹ (۲–۲) | مینیاپولیس لیکرز |
| بازی ۵ | ۱۰ آوریل | سیراکیوس نشنالز  | ۷۳–۸۴ (۲–۳) | مینیاپولیس لیکرز |
| بازی ۶ | ۱۱ آوریل | مینیاپولیس لیکرز | ۶۳–۶۵ (۳–۳) | سیراکیوس نشنالز  |
| بازی ۷ | ۱۲ آوریل | مینیاپولیس لیکرز | ۸۷–۸۰ (۴–۳) | سیراکیوس نشنالز  |

لیکرز برندهٔ سری ۴–۳

## تلویزیون
بازی دوم این سری، نخستین بازی فینال‌های ان‌بی‌ای بود که به صورت زنده از تلویزیون ملی پخش شد. شبکهٔ DuMont نیز یک بازی دیگر این سری را پوشش داد. بازی پنجم توسط DuMont پخش شد.